# Liste der Baudenkmäler in Unterbach (Düsseldorf)
Die Liste der Baudenkmäler in Unterbach (Düsseldorf) enthält die denkmalgeschützten Bauwerke auf dem Gebiet von Düsseldorf-Unterbach, Stadtbezirk 8, in Nordrhein-Westfalen. Diese Baudenkmäler sind in der Denkmalliste der Stadt Düsseldorf eingetragen; Grundlage für die Aufnahme ist das Denkmalschutzgesetz Nordrhein-Westfalen (DSchG NRW).

## Baudenkmäler
| Bild                                    | Bezeichnung                             | Lage                                      | Beschreibung | Bauzeit   | Eingetragen seit  | Denkmal- nummer |
| --------------------------------------- | --------------------------------------- | ----------------------------------------- | --- | --------- | ----------------- | --------------- |
| Vereinshaus Unterbach                   | Vereinshaus Unterbach                   | Gerresheimer Landstraße 84 Karte          | Das Katholische Vereinshaus wurde auf Initiative der örtlichen Kirchengemeinde St. Mariä Himmelfahrt vom Architekten Josef Kleesattel erbaut. Geschichtliche Nutzung zunächst durch katholische, später auch durch weltliche Vereine sowie durch ein Postamt der Deutschen Bundespost. Finanzierung heute durch verpachtete Schankwirtschaft Vereinshaus sowie einige enthaltene Wohnungen. | 1908      | 16. Dezember 1987 | A 1089          |
| ehemaliges Servitinnenkloster St. Josef | ehemaliges Servitinnenkloster St. Josef | Gödinghover Weg 11 Karte                  | Nutzung zunächst als Kloster, dann als Jugendbildungsstätte und seit 2012 als Mehrfamilien-Wohnhaus. | 1966–1968 | 15. August 2007   | A 1566          |
| Siehe auch:                             |                                         |                                           | |           |                   |                 |
| weitere Bilder                          | Haus Unterbach                          | Gerresheimer Landstraße 63, Erkrath Karte | Unmittelbar jenseits der Stadtgrenze in Erkrath, jedoch Urzelle und heute noch mit Abstand bedeutsamstes Denkmal für den Stadtteil Unterbach | um 900    |                   |                 |